# Grammitis taxifolia
Grammitis taxifolia là một loài dương xỉ trong họ Polypodiaceae. Loài này được L. Proctor mô tả khoa học đầu tiên năm 1961.